# Mátranovák
Mátranovák is een plaats (község) en gemeente in het Hongaarse comitaat Nógrád. Mátranovák telt 1986 inwoners (2001).